# Ауксилиан
Ауксилиан — святой епископ. День памяти — 19 марта.
Святой Ауксилиан был родом из семьи Реститута и Калманы, или Леомании, сестры святого Патрика. Блестящее образование развило его таланты: он посвятил их славе Божьей и счастью людей. Он был рукоположен во священники святым Сенером (Seneur), епископом Дольским в тот же день, когда святой Патрик начал своё епископское служение. Они вместе обращали жителей Ирландии в Христову веру.
Когда они обратили ко Господу сыновей Данлайга (Dunlaigue), которые правили частью Лагин, святой Патрик поставил святого Ауксилиана во епископа и благословил служить в тех краях. Этот прелат завершил начатое дело, работая во имя Иисуса Христа.
В 450 году святители Ауксилиан и Изернин были апостольскими легатами на Соборе, который святой Патрик проводил в своей церкви в Армагде.
Вполне вероятно, что ученый и благочестивый прелат выполнял ту же функцию на других собраниях епископов, что и предстоятель. Спельман сохранил деяния некоторых из этих соборов, которые укрепили установление религии в Ирландии. Эта великая благодать отчасти связана с именем святого. После многих чудес он закончил свою святую жизнь в 460 году, в своем епископском городе Сеалл-Усалли (Céall-Usalli).